# Borstbjörnbär/uddbjörnbär
Borstbjörnbär/uddbjörnbär (Rubus fabrimontanus) är en rosväxtart som först beskrevs av Franz Joseph Spribille, och fick sitt nu gällande namn av F.J. Spribille. Enligt Catalogue of Life ingår Borstbjörnbär/uddbjörnbär i släktet rubusar och familjen rosväxter, men enligt Dyntaxa är tillhörigheten istället släktet rubusar och familjen rosväxter. Artens livsmiljö är jordbrukslandskap. Utöver nominatformen finns också underarten R. f. tuberculatiformis.